# Ibans
Os Ibans são um ramo do povo Dayak e na sua maioria se localizam em Sarauaque e em Sabá, Malásia. Durante o período colonial eram chamados de “Dayaks do mar” pelos britânicos Falam o iban. No passado foram conhecidos por suas práticas de “caça de cabeças” e pirataria, por seu espírito aguerrido e suas expansões tribais e territoriais no Borneo.

## História

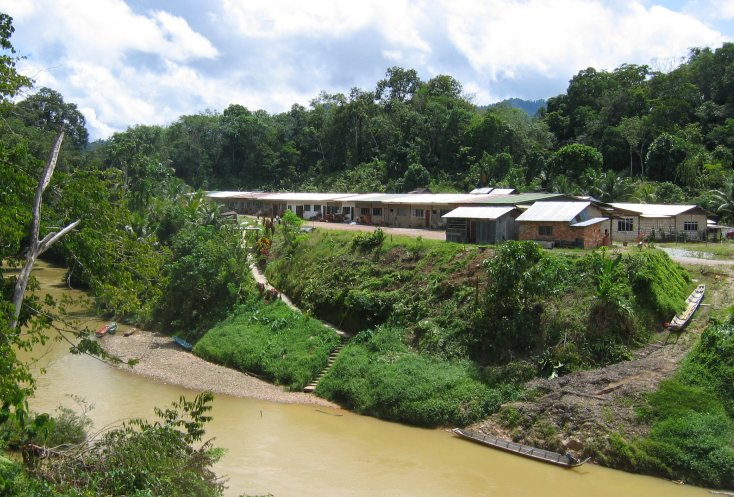
"Casa longa" estilo moderno Iban na Divisão Kapit

A origem do nome Iban é desconhecida, havendo, porém, algumas teorias. Durante o período colonial britânico os Ibans eram chamados de Dayaks do mar. Alguns acreditam que a palavra Iban era a antiga palavra original Iban para "pessoa(s)" ou "homem". Na língua Iban de hoje "pessoa(s)" ou "homem’" é dita mensia, uma palavra advinda do Malaio e cuja raiz é manusia, do Sânscrito.
Originalmente os Ibans habitavam a ilha de Borneo. Assim como outras tribos Dayaks, eram agricultores, caçadores, coletores. Não se sabe muito sobre os Ibans nos períodos antes da chegada dos europeus na Ásia. Não há registros feitos por viajantes sobre esse povo.
Os Ibans ficaram marcados pelo seu pioneirismo como “caçadores de cabeças”, um costume que deve ter se desenvolvido entre os Ibans quando suas áreas de ocupação foram ficando super povoadas. Nessa época, antes da chegada da civilização européia, as incursões em terras habitadas por outros resultava em conflitos, mortes, únicas opções para sobrevivência.
Nessa época, o caminho da guerra era o modo que os Dayaks tinham para obter prosperidade e fortuna. O modo de guerrear dos Dayaks era brutal e sanguinário, num nível de limpeza étnica e muitas das tribos ora extintas, como os Seru e os Bliun, devem ter sido assimilados ou aniquilados pelos. Tribos como os Bukitan e os Bintulu , que eram os habitantes originais da região “Saribas” (Sarauaque) devem ter sido assimilados ou forçados a se deslocar para o norte pelos Ibans. Os Ukits tambem deve ter sido varridos da area pelos Ibans.
Os Ibans começaram a se deslocar para as áreas do que é hoje o Sarauaque por voltado século XV. Depois de uma fase inicial de colonização e assentamentos nos vales dos rios, quando deslocaram e absorveram tribos locais, uma fase de guerras sanguinolentas se iniciou. Líderes locais se viram forçados a resistir aos coletores de impostos dos sultões de Brunei. Ao mesmo tempo, a influência Malaia se fez sentir e os líderes Iban passaram a ser conhecidos por títulos Malaios como Datu (Datuk), Nakhoda e Orang Kaya.
Posteriormente, Os Ibans encontraram os Bajau e os Illanun, que vieram em galés das Filipinas. Eram tribos navegantes que vinham saqueando ao longo de Borneo. Os Ibans, porém, não temiam nenhuma tribo e combateram os Bajaus e Illanuns. Uma famosa figura legendária Iban chamada Lebor Menoa de Entanak (próxima a atual Betong lutou e teve sucesso ao derrotar os Bajaus e os Illanuns. Os Ibans aprenderam muito sobre navegação com essas tribos e com esses conhecimentos se dedicaram a saquear demais tribos da regiãos,como os Melanaus e os Selakos. Isso fica evidente com a existência da embarcação muito usadas pelos Ibans, o bandungs. Isso deve ser a razão que levou James Brooke (1º Rajah "branco" de Sarauaque), chegado a Sarauaque em 1838, a chamar o povo Iban de “Dayaks do mar”, nome pelo qual ficaram conhecidos por muito tempo pelos orientais.

## Hoje
Hoje, o tempo de “caçadores de cabeças” e pirataria já se foram há muito tempo e a era moderna de globalização e tecnologia já chegou aos Ibans que estão concentrados em Sarauaque, Brunei e na Indonésia em oeste Calimantã. A maioria vive em casas longas chamadas rumah panjai ou rumah panjang, as quais são equipadas com diversas facilidades modernas como energia elétrica, água encanada, telefone, internet, acesso por estradas pavimentadas . Os Ibans mais jovens vivem geralmente nas cidades maiores e visitam seus locais de origem em fins-de-semana e feriados. Esse povo está cada vez mais urbanizado, mas surpreendentemente mantém a maioria das heranças cultural e de tradições de seus antepassados.

## Religião, Cultura

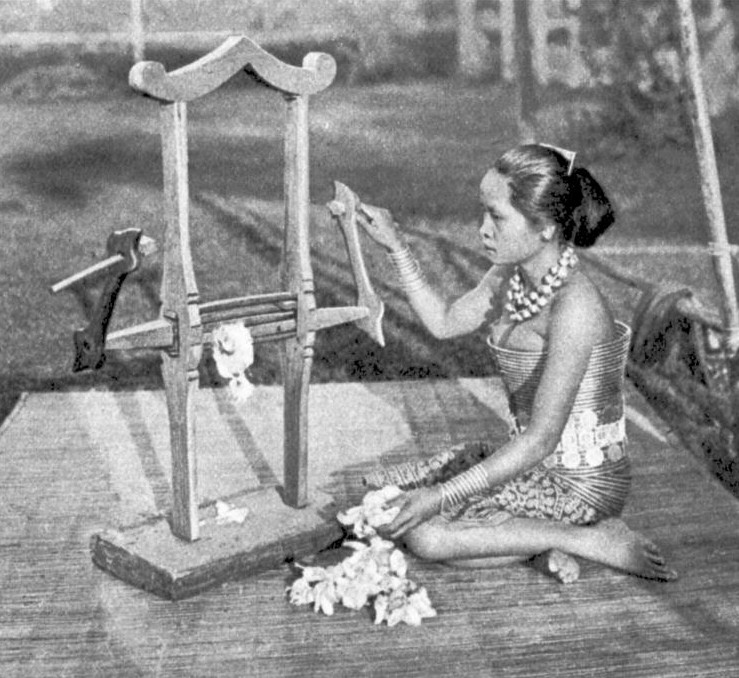
Mulher Iban prepara algodão no tear

Os Ibans eram tradicionalmente animistas, porém, hoje a maioria é de cristãos, alguns são muçulmanos e muitos continuam a seguir tanto as práticas cristãs como as tradicionais animistas, essas principalmente nos casamentos.
O principal festival dos Iban é o das colheitas de arroz, o Gawai Dayak . Outros são o das aves (Gawai Burong) e o do Espírito (Gawai Antu). O Gawai Dayak é celebrado anualmente em 1º de junho, ao final da estação das colheitas, para louvar “Lord Sempulang Gana”. Nesse dia os Ibans se visitam uns aos outros, depois se reúnem e ocorrem suas tradicionais danças, o ngajat, apresentadas acompanhadas das tradicionais músicas taboh e gendang. O tradicional tecido Iban de alkgodão, o Pua Kumbu é usado para decorar as casas. O vinho cujo original é feito de arroz, o Tuak, é servido aos convidados. Hoje já há tuaks feitos também de cana-de-açucar, gengibre, milho.
O festival Gawai Burong, das aves, é realizado em honra do Deus da Guerra, Singalang (literalmente "Singalang, o pássaro). É sempre uma iniciativa de um dos notáveis de Gawai Burong e se realiza de tempos em tempos em uma “casa longa” do patrocinador. Esse festival era antes em honra de guerreiros, mas com os tempos pacíficos evoluiu para uma cerimônia de louvor. São recitadas por poetas os pantuns, tradicionais canções, no mais importante evento do mesmo.
São celebrados também festivais para a maioria cristã para os Ibans dessa fé religiosa. São Natal, sexta-feira santa, Páscoa e outros. Os muitos cristão Ibans seguem de forma devota os ritos da religião.
Apesar de suas diferentes fés religiosas, a maioria dos Ibans se ajuda entre si quando dos Gowais ou quando das festas cristãs, não havendo problemas entre eles quanto a diferentes crenças. È irônico que diferentes tribos que no passado foram inimigas umas das outras hoje acreditem tanto na importância de se ajudarem umas às outras nesses divertimentos

## Música e Dança
A música Iban é basicamente de percussão, sua herança musical consiste em vários tipos de “Agungs” , que são conjuntos de gongos altos e côncavos suspensos ou portados pelo músico e que produzem um som prolongado sem acompanhamento de outro instrumento. O “agung” típico Iban inclui vários desses “tambores” (engkerumungs) instalados lado alado para serem tocados com se formassem um xilofone. È composto do tawak (o ditto “baixo”), do bendai (o tarol)) e também um conjunto de ketebung (tambores de um lado só).
Os Ibans, e também os Kayan, têm um instrumento de sopro, algo como uma flauta chamada 'Sapek'. O Sapek é o instrumento musical do estado malaio de Sarauaque. O som obtido é similar ao que os artistas de rock obtém em solos de guitarra lentos, mas não tão lentos como nos blues. Um tipo tradicional de música Ibam é o  taboh.
Os Ibans praticam um tipo único e próprio de dança, o ngajat, cujos propósitos variam em função das ocasiões. Nos Gawais são usados para entreter as pessoas que nos tempos antigos assistiam a espetáculos performáticos “ngajat” Os homens e mulheres Ibans têm muitas dificuldades para dançar Ngajat, pois essa coreografia exige movimentos muito precisos de giros do corpo. A dança para os homens é mais agressiva e representa o homem em guerra, ou uma ave voando (homenagem ao deus Iban da Guerra, Singalang Burong). O Ngajat para as mulheres é feita com suaves movimentos com também giros muito precisos do corpo. Cada ngajat é acompanhado pelo taboh ou o corpo.

## Ramos Ibans
Embora todos Ibans falem geralmente um dialeto que é mutuamente inteligível, eles podem ser divididos em diferentes ramos cuja denominação vem das areas onde vivem:
- A maior parte dos Ibans que vivem em Lundu (Sarauaque) e na região de Samarahan são chamados de Sebuyaus.
- Os Ibans do distrito de Serian, Sarauaque (locais como Kampung Lebor, Kampung Tanah Mawang,etc) são os ditos Remuns. Devem ter sido os primeiros a migrar para Sarauaque.
- Ibans originários de Sri Aman são chamados Balaus.
- Ibans vindos de Betong, Sarauaque, Saratok e  Sarikei são os Saribas.
- Os Ibans de Lubok Antu são classificados por antropólogos com Ulu Ai.
- Ibans de Undup são denominados com o nome desse local e seu dialeto é intermediário entre o de Ulu Ai e o dos Balaus.
- Ibans das áreas  entre Sarikei to Miri são os ditos Rajang,sendo o maior grupo dentre esse povo. Ficam ao longo do Rio Rajang, em Sibu, Kapit, Belaga, Kanowit, Song, Sarikei, Bintangor, Bintulu, Miri. Seu dialeto de aproximado dos Ulu Ai.

Em Oeste Calimantã (Indonésia) está a maior diversidade de grupos Iban. São os Kantu, Air Tabun, Semberuang, Sebaru' , Bugau, Mualang e muitos outros denominados como “povo Iban” pelo antropólogos. Podem ser relacionados aos demais Ibans tanto pelos dialetos ou pelos costumes, rituais,modo de vida.